# 尾高尚忠
尾高尚忠（日语：／ Otaka Hisatada ?；1911年9月26日—1951年2月16日），日本作曲家、指揮家。

## 生平

### 早年
出生於東京府，家中第六子。自幼習樂，先後就讀於東京府立第五中學（今東京都立小石川中等教育學校）、成城高等學校（今成城大學），高中只讀了半年，就中斷了學業。1931年前往維也納留學，從Berta Jahn-Beer學習鋼琴演奏，同時向Richard Stöhr學習音樂理論。一年後他返回日本，任教於武藏野音樂大學，不過仍繼續向Klaus Pringsheim學習作曲，也在Leo Sirota門下繼續鑽研鋼琴。1934年再次前往維也納，從约瑟夫·马克思學習作曲，並向名指揮费利克斯·魏因加特纳學習指揮。此外，他也私下向Franz Moser學習作曲、管弦樂法和指揮等專業。大約在1938年之後，尾高已經以指揮者的身分活躍於歐洲樂壇，合作的對象包括维也纳交响乐团等團體。1939年，尾高指揮了柏林帝國管弦樂團（Berlin Reichsorchester，今柏林愛樂）演出，被視為戰時納粹-日本關係的代表性舉措，也引起爭議。值得注意的是，直到戰事告終為止，這是尾高唯一一次，也是最具能見度的一次政治表態。

### 歸國

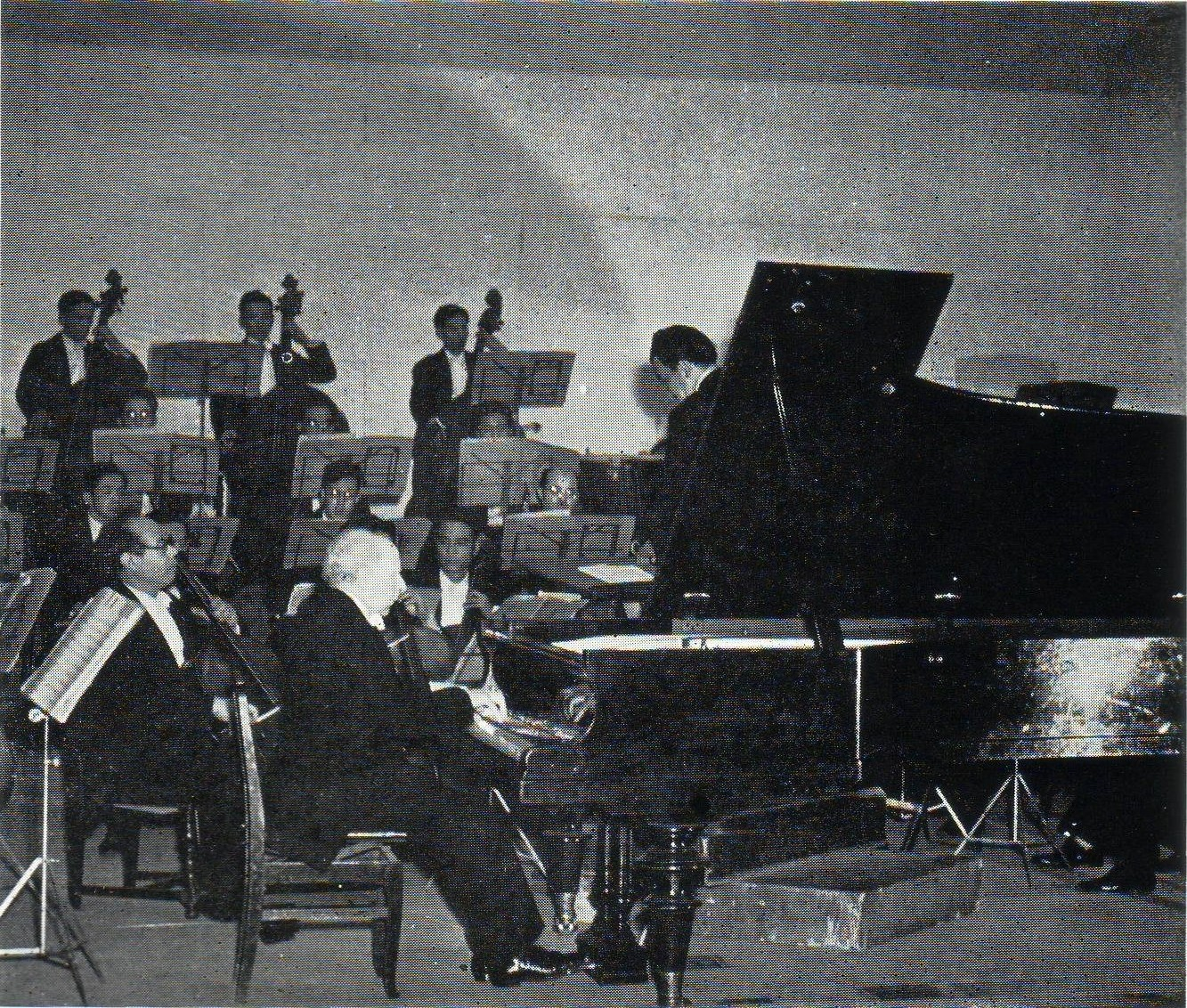
指揮中的尾高，1950年

1940年返回日本，翌年1月就任「新交響樂團」（今NHK交響樂團）指揮，完成了日本初登場。在該團改組之前，與山田和男一同擔任專任指揮。在新響的原任指揮約瑟夫·羅森斯托克健康欠佳，因而不能履行演出的時期，許多演出都是由尾高所代行。

### 逝世
戰後，尾高持續活躍於日本，除了指揮之外，也從事作曲與教學。他的作曲學生包括林光（はやし ひかる，Hikaru Hayashi）、石井歓:22、金井喜久子:23等人。這個時期的尾高譜出了不少代表性作品，包括第1號交響曲、大提琴協奏曲、長笛協奏曲和鋼琴狂想曲等。然而，長期工作所累積的疲勞似乎在一夕之間爆發。1951年1月12日，尾高在名古屋的一場演出中途倒下，經搶救無效逝世，得年39。死因經診斷為出血性上白質腦炎，友人、作曲家帕努夫尼克則認為尾高是過勞致死。3月5日，追悼尾高的紀念音樂會進行了演出，由同事山田指揮，指揮的遺缺則由Kurt Wöss補實:68。
在尾高辭世不久之前，日本交響樂團的官方刊物《愛樂報》（フィルハーモニー）以「高強度行軍一般」比擬自家樂團的巡迴演出行程，可見其忙碌程度。指揮台上的尾高總是衣履筆挺，精神抖擻。樂評野村光一認為，「奪去尾高性命的，正是NHK。假若NHK處理得當，團員們早就應該免於這種操勞的演奏行程。」野村接受《每日新聞》訪問時，作上述說法。在尾高逝世約半年後，日響改組成為今天的NHK交響樂團，並增設名為「尾高獎」（尾高賞）的獎項，意在表彰傑出的日本樂團及其表現。

### 身後
尾高生前留下的影音資料極其稀少。他與東京交響樂團（東京交響楽団）、鋼琴家安川加壽子合作灌錄了聖桑第5號鋼琴協奏曲（JVC，1943年），另外也留下了自作的第1號交響曲的現場實錄（殘篇）。在影像方面，僅有1948年指揮貝多芬《费德里奥》第2幕的錄影幸得保存。

## 作品節選
尾高的作品反映了三〇年代的德奧風格。然而，他固守調性音樂與其規則，可以說是守舊的一派。尾高的許多創作都保留了日本音樂的風格（例如：大提琴協奏曲、第1號交響曲）。由此，可以說他的樂曲是揉合東-西文化特色的產物。此一創作走向，事實上早在維也納求學時期便已展露，乃是尾高有意為之:457。
在眾多的作品中，特別引人注意的是他的長笛協奏曲。此曲在1948年僅完成了室內樂編制的伴奏配器，1951年尾高驟逝，由林光補筆完成了管弦樂配器。這首協奏曲是尾高筆下少見的法國風格作品，英國《衛報》則認為當中的慢板樂章受到爵士音樂的影響。由於這樣特別的樂風，此曲受到長笛演奏家雷波爾、帕胡德等人的青睞，在法國地區也頗具能見度。
鋼琴
- 前奏與賦格，1934年
- 變奏曲，1935年
- 浪漫曲，作品5，1936年
- 日本組曲
- 小奏鳴曲，作品13，1940年

室內樂
- 為小提琴、鋼琴所作的奏鳴曲，1932年
- 為小提琴、鋼琴所作的二首小品，1937年
- G小調第1號弦樂四重奏，作品10，1938年
- E小調鋼琴三重奏，1941年[15]
- 鍵琴組曲，1941年
- D小調第2號弦樂四重奏，1943年
- 夜曲，作品16之1，1942年
- 七重奏《田園》（パストラーレ）

管弦樂
- 日本組曲，作品6，1936年
- 小交響曲，1937年
- 交響詩《蘆屋乙女》，作品9，1937年
- 第2號組曲，1939年
- A小調大提琴協奏曲，作品20，1943年
- 小交響曲，作品24，1943年[註 4]
- 鋼琴與樂團狂想曲[21]
- 幻想曲《草原》，作品19，1944年
- A大調長笛協奏曲，作品30
- E小調第1號交響曲，作品35，1948年

## 個人生活
祖父尾高惇忠經商。父親尾高次郎是學者，亦是銀行家，在尾高9歲時（1920年）逝世。母親是澀澤榮一的三女兒。尾高尚忠是家中第六子，在11名子女中排行老么，他的兄長包括：鄉土教育家豊作，法哲學學者朝雄、社會學學者邦雄。尾高家和作曲家諸井三郎一家也有親戚關係。
尾高之妻節子是一名鋼琴家。他們的長子惇忠是音樂學學者、作曲家，次子忠明則成為指揮，經常演出父親及其友人帕努夫尼克的作品。此外他們另有一女Michiko（音譯，原名未知），演奏鋼琴。
尾高與小提琴家施奈德漢、作曲家帕努夫尼克都有很好的交情。

## 軼事
- 尾高和美國作曲家蓋希文的生日都是9月26日，後者同樣因腦病變而英年早逝（38歲）。

## 外部連結
- 尾高尚忠的Discogs页面（英文）